# ناحیه کنکورد، میشیگان
ناحیه کنکورد (به انگلیسی: Concord Township) یک منطقهٔ مسکونی در ایالات متحده آمریکا است که در شهرستان جکسون، میشیگان واقع شده‌است.
 ناحیه کنکورد  ۲٬۷۲۳ نفر جمعیت دارد و ۳۰۱ متر بالاتر از سطح دریا واقع شده‌است.